# Tabu
Pour les articles homonymes, voir Tabu (homonymie).
Cet article concerne sur une actrice indienne. Pour le concept de tabu dans les religions et sociétés de Polynésie, voir Tapu.
Tabu (ourdou : تبو ; télougou : టబు ; hindi : तब्बू), née Tabassum Fatima Hashmi le 4 novembre 1971 à Hyderabad (Inde), est une actrice indienne.
Tabu a surtout tourné dans des films hindi, néanmoins elle a également joué dans des films télougou, tamoul, malayalam, bengali et américains. Elle est considérée comme une des meilleures actrices du cinéma indien actuel et a été primée à de nombreuses reprises, recevant deux National Film Awards de la meilleure actrice et quatre Filmfare Award de la meilleure actrice décerné par la critique. Si elle apparaît parfois dans des succès du box office, elle est surtout reconnue pour sa participation à des films d'auteur ou à petit budget.

## Biographie
Tabu est née à Hyderabad en 1971 dans une famille musulmane hyderabadie (deccanie) ; son père, Jamal Hashmi, est acteur, et sa mère, Rizwana, est enseignante, ainsi que ses grands-parents maternels. Ses parents divorcent peu après sa naissance. Tabu fréquente le lycée St. Anns d'Hyderabad, puis elle déménage à Bombay en 1983 où elle étudie à l'université de Saint-Xavier pendant deux ans. Tabu est la nièce de Shabana Azmi.[réf. souhaitée]

## Carrière

### Années 1990
Tabu, encore enfant, débute dans Hum Naujawan, un film de Dev Anand. Elle enchaîne ensuite les seconds rôles dans quelques films avant d'obtenir son premier rôle principal dans Prem (1995), bien que Pehla Pehla Pyar soit diffusé l'année précédente et lance réellement sa carrière.
Son premier succès est Vijayapath (1994) de Farogh Siddique qui lui offre le Filmfare Award du meilleur espoir féminin. En 1996, Tabu tourne dans huit films parmi lesquels Saajan Chale Sasural et Jeet sont des succès populaires. Quant à Maachis de Gulzar, il est encensé par la critique de même que l'interprétation par Tabu d'une femme pendjabie prise dans la montée de l'insurrection sikh des années 1980, ce qui lui permet de remporter son premier National Film Award de la meilleure actrice. La même année, elle connaît le succès dans des films du Sud. Elle est louée par la critique pour le film historique malayalam  Kalapani, dirigé par Priyadarshan, avec Mohan Lal et Prabhu Ganesan dans les rôles principaux. Elle tourne également le film tamoul Desam Kadhal, réalisé par Kathir avec Abbas et Vineeth.
En 1997, Tabu interprète un petit rôle dans Border (en), film de guerre hindi nuancé de pacifisme, qui est un grand succès commercial et critique. La même année, elle tourne dans Virasat de Priyadarshan avec Anil Kapoor. Grâce à ce film aux préoccupations sociales situé dans la campagne indienne qui suscite l'adhésion du public et des critiques, elle reçoit son premier Filmfare Award de la meilleure actrice décerné par la critique.
En 1998, elle tourne  dans une production française, Hanuman de Frédéric Fougea et, en 1999, elle joue des rôles secondaires dans deux films à succès, Hum Saath Saath Hain et Biwi No. 1. La même année, aux côtés de Nana Patekar et Sunil Shetty, elle est de nouveau dirigée par Gulzar dans Hu Tu Tu pour lequel elle reçoit son second Filmfare Award de la meilleure actrice décerné par la critique.

### Années 2000

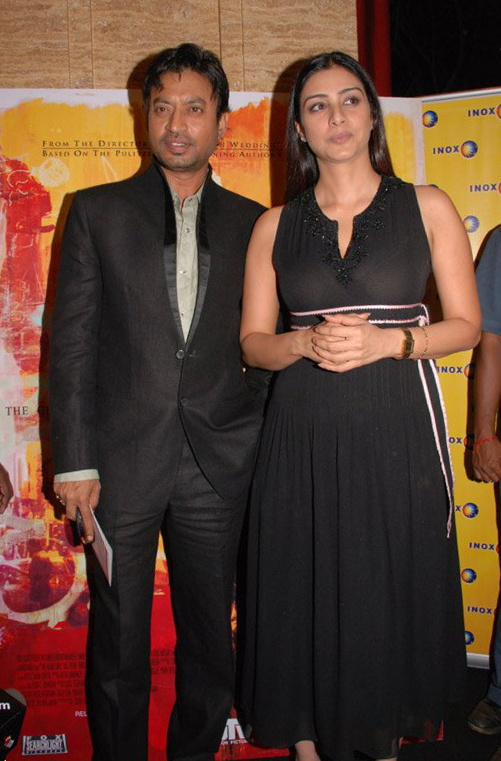
Tabu et Irrfan Khan à la première dUn nom pour un autre

En 2000, l'actrice est à l'affiche de 10 films. Hera Pheri, une comédie qui connait deux suites, Phir Hera Pheri et Hera Pheri 4, est un succès moyen au box-office dans lequel elle est dirigée pour la cinquième fois par Priyadarshan. Dans Astitva (Mahesh Manjrekar), drame acclamé par la critique, son interprétation sensible d'une épouse délaissée et méprisée lui apporte son troisième Filmfare Award de la meilleure actrice décerné par la critique. Enfin, Kandukondain Kandukondain, adaptation de Raison et sentiments de Jane Austen par Rajiv Menon avec Aishwarya Rai, Mammootty et Ajith Kumar, connait un succès public et critique et est projeté au London Film Festival.
En 2001, Tabu tourne dans Chandni Bar, deuxième réalisation de Madhur Bhandarkar. Dans ce film très sombre situé dans les bas fonds de Mumbai, son rôle de danseuse fait l'admiration de la critique et lui apporte son deuxième National Film Award de la meilleure actrice. De plus, Chandni Bar réussit la performance pour un film dramatique de se comporter honorablement au box office.
L'année suivante Tabu tourne dans trois films, Maa Salaam Tujhhe, Filhaal ... et Chennakeshava Reddy et fait une courte apparition dans Saathiya. Seul Maa Salaam Tujhhe, où elle donne la réplique à Sunny Deol, est un succès commercial.
En 2003, Tabu tourne dans une adaptation de William Shakespeare où elle interprète Nimmi, rôle basé sur le personnage Lady Macbeth. Le film intitulé Maqbool est réalisé par Vishal Bharadwaj, il ouvre le Festival international du film de Toronto en 2003. La performance de Tabu est appréciée, le critique Ron Ahluwalia écrit : « Tabu brille dans un rôle sombre, c'est l'actrice la plus polyvalente de Bollywood ». Suit une production bengali, Abar Aranye, qui connaît un succès critique remportant trois National Film Awards. Ensuite Tabu s'aventure pour la première fois dans un film d'horreur avec Hawa qui est un échec critique et commercial, de même que le film d'action Jail: The Trap où elle donne de nouveau la réplique à Sunny Deol.
L'année suivante Tabu apparaît dans le film telugu, Choc, succès critique réalisé par Ram Gopal Varma puis Fanaa où elle donne la réplique à Aamir Khan et Kajol et qui connait un immense succès commercial.
En 2007, Tabu joue dans son premier film américain, Un nom pour un autre, réalisé par Mira Nair, film qui rencontre un grand succès à l'étranger. Elle joue aussi dans Cheeni Kum, comédie romantique de R. Balki dans laquelle elle interprète une femme de 34 ans qui tombe amoureuse d'un homme de 30 ans son aîné, Amitabh Bachchan. Les critiques sont généralement positives et le film est un semi succès en Inde mais trouve son public à l'étranger, en particulier au Royaume-Uni et aux États-Unis. Il permet également à Tabu de recevoir son quatrième Filmfare Award de la meilleure actrice décerné par la critique.
L'année suivante l'actrice tourne de nouveau dans un film de Tollywood, Pandurangadu, ayant pour thème la mythologie hindou. En janvier 2009, Tabu fait la couverture de Vogue Inde.

### Années 2010

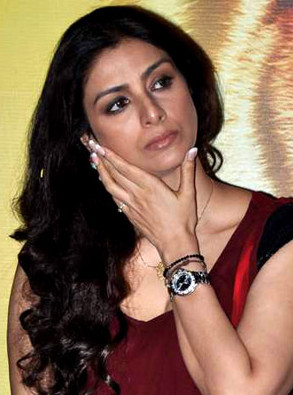
L'actrice à la conférence de presse de L'Odyssée de Pi, à New Delhi, en novembre 2012.

Après une année sabbatique Tabu effectue son retour dans Toh Baat Pakki! et Khuda Kasam, film d'action où elle retrouve son partenaire Sunny Deol, mais les deux films sont des échecs. En 2011 Tabu se tourne de nouveau vers le cinéma du Kerala en faisant une brève apparition dans la superproduction historique Urumi de Santosh Sivan.
En 2012, Tabu accepte l'offre du réalisateur Ang Lee dans L'Odyssée de Pi mais décline celle de Soumik Sen d'interpréter un second rôle aux côtés de Madhuri Dixit dans Gulab Gang.

## Filmographie
- 1985 : Hum Naujawan de Dev Anand  : Priya
- 1991 : Coolie No 1 de K. Raghavendra Rao
- 1992 : Mashooq de Humayun Mirza et Mahrukh Mirza
- 1994 : Pehla Pehla Pyaar de Manmohan Singh : Sapna
- 1994 : Vijaypath de Farogh Siddique
- 1995 : Prem de Satish Kaushik : Lachi
- 1995 : Saajan Ki Baahon Mein de Jay Prakash : Kavita
- 1995 : Sisindri de Siva Nageshwara Rao
- 1995 : Haqeeqat de Sandesh Kohli : Sudha
- 1996 : Saajan Chale Sasural de David Dhawan : Divya Khurana
- 1996 : Kala Pani  de Priyadarshan : Parvathi
- 1996 : Kadhal Desam  de Kathir : Divya
- 1996 : Himmatde Sunil Sharma  : Anju
- 1996 : Tu Chor Main Sipahi de Guddu Dhanoa  : Kajal
- 1996 : Jeet  de Raj Kanwar : Tulsi
- 1996 : Ninne Pelladatha de Krishna Vamshi : Mahalaxmi
- 1996 : Maachis de Sampooran Singh Gulzar : Veerandra
- 1997 : Virasat de Priyadarshan : Gehna
- 1997 : Darmiyan de Kalpana Lajmi : Chitra
- 1997 : Border (en) de J.P. Dutta : femme de Kuldeep
- 1997 : Iruvar de Mani Ratnam
- 1998 : Chachi 420 de Kamal Hassan : Janki Paswan
- 1998 : Aavida Maa Aavide  de Satyanarayana E.V.V. : Arcana
- 1998 : 2001 : Do Hazaar Ek de Raj N. Sippy : Billu
- 1998 : Hanuman de Fred Fougea : Anja
- 1999 : Hum Saath-Saath Hain : We Stand United de Sooraj R. Barjatya : Sadhana
- 1999 : Hu Tu Tu de Sampooran Singh Gulzar : Panna
- 1999 : Biwi No. 1 de David Dhawan : Lovely
- 1999 : Kohram : The Explosion de Mehul Kumar : Kiran Patekar
- 1999 : Thakshak de Govind Nihalani : Suman Dev
- 2000 : Snegithiye de Priyadarshan : Gayatri
- 2000 : Cover Story de G.S. Vijayan : Jasmine
- 2000 : Biwi No. 2 de Satyanarayana : Archana
- 2000 : Hera Pheri de Priyadarshan : Anuradha Shivshankar Panikar
- 2000 : Kandukondain Kandukondain de Rajiv Menon : Sowmya
- 2000 : Tarkieb de Esmayeel Shroff : Roshni Choubey
- 2000 : Dil Pe Mat Le Yaar!! de Hansal Mehta : Kamya Lal
- 2000 : Shikari  de N. Chandra : Suman
- 2000 : Astitva  de Mahesh Manjrekar : Aditi Pandit
- 2000 : Ghaath  de Akashdeep : Kavita Chaudhary
- 2001 : Dil Ne Phir Yaad Kiya de Rajat Rawail : Roshni Batra
- 2001 : Chandni Bar  de Madhur Bhandarkar : Mumtaz Ali Ansari
- 2001 : Aamdani Atthanni Kharcha Rupaiya de K. Raghavendra Rao : Meena
- 2002 : Maa Tujhle Salaam de Tinu Verma : Capitaine Sonia Khanna
- 2002 : Filhaal…  de Meghna Gulzar : Rewa Singh
- 2002 : Zindagi Khoobsoorat Hai’’ de Manoj Punj : Shalu
- 2002 : Saathiya de Shaad Ali : Savitri Rao  (Apparition spéciale)
- 2003 : Abar Aranye de Goutam Ghose : Amrita
- 2003 : Khanjar : The Knife de Chander Sharma : Shilpa
- 2003 : Hawa de Guddu Dhanoa : Sanjana
- 2003 : Jaal : The Trap de Guddu Dhanoa : Neha Pandit
- 2003 : Maqbool de Vishal Bhardwaj : Nimmi
- 2004 : Meenaxi : Tale of 3 Cities de M.F. Husain : Meenaxi
- 2005 : Andarivaadu de Srinu Vytha : Santhi
- 2005 : Silsiilay de Khalid Mohamed : Rehana
- 2005 : Bhagmati de Ashok Kaul : Bhagmati
- 2006 : Fanaa de Kunal Kohli : Malini Tyagi
- 2006 : Sarhad Paar de Raman Kumar : Pammi
- 2006 : Un nom pour un autre, de Mira Nair
- 2007 : Om Shanti Om, de Farah Khan (Apparition spéciale)
- 2007 : Cheeni Kum de Sunil Manchanda
- 2010 : Toh Baat Pakki de Kedar Shinde
- 2010 : Khuda Kasam de K C Bokadia
- 2011 : Urumi de Santosh Sivan
- 2012 : L'Odyssée de Pi d'Ang Lee : la mère de Pi
- 2014 : Haider de Vishal Bhardwaj
- 2015 : Talvar de Meghna Gulzar

## Distinctions
En 2011 Tabu fut récompensé par le gouvernement indien en recevant la Padma Shri pour sa contribution aux arts, il s'agit de la quatrième plus haute distinction civile en Inde.
- Filmfare Awards

Tabu est l'actrice ayant reçu le plus souvent le Filmfare Award de la meilleure actrice décerné par la critique.
1995 : Meilleure espoir féminin pour Vijaypath
1998 : Meilleure actrice (critiques) pour Virasat
2000 : Meilleure actrice (critiques) pour Hu Tu Tu
2001 : Meilleure actrice (critiques) pour Astitva
2007 : Meilleure actrice (critiques) pour Cheeni Kum
- National Film Awards

1997 : Meilleure actrice pour Maachis
2002 : Meilleure actrice pour Chandni Bar
- Smita Patil Memorial Award

1998 : Contribution au Cinéma Indien